# خانه (ترانه وان دایرکشن)
«خانه» (انگلیسی: Home) آهنگی انگلیسی-ایرلندی که توسط وان دایرکشن اجرا شده است.